# SoMa
SoMa (früher 2Boys) ist eine norwegische Band, bestehend aus den Brüdern Sondre und Marcus Borgersen.

## Geschichte
Bereits als kleine Kinder haben die beiden Brüder Sondre und Marcus zusammen Musik gemacht. Unter dem Namen 2Boys traten sie erstmals 2009 gemeinsam vor einem Millionenpublikum auf, im Rahmen der TV-Show "Melodi Grand Prix jr." (eine Kinderversion des Eurovision Song Contests). 2010 nahmen sie an der erfolgreichen Casting-Show das "SUPERTALENT" in Norwegen teil und veröffentlichten im Anschluss ihr erstes Album unter dem Titel Be Yourself. 2012 touren die Brüder erstmals durch Deutschland und werden in über 40 Städten auf der Bühne stehen, unter anderem auf der Toggo Tour von Super RTL. Im Juli 2012 soll ihre erste Single auf dem deutschen Markt kommen, im Herbst folgt das Album.

## Mitglieder
- Sondre Borgersen (* 8. August 1999 in Sandefjord, Norwegen), singt und spielt Gitarre, seitdem er 5 Jahre alt ist. Sowie Klavier und Schlagzeug.
- Marcus Borgersen (* 14. Juli 1996 in Sandefjord, Norwegen), singt und spielte Gitarre sowie Klavier.

## Diskografie
- Be Yourself (2010; Bare Bra Musikk)
- Crazy For You (2011; Hitnation Music)
- If You Fall (2011; Hitnation Music)
- Break the Day (2012; Super RTL)

## Pressestimmen
"Bubblegum-Pop mit coolen Beats" (BRAVO, Deutschland, Mai 2012)